# منتخب الكويت لكرة الطائرة للرجال
منتخب الكويت لكرة الطائرة للرجال هو ممثل الكويت الرسمي في المنافسات الدولية في كرة طائرة في فئة كرة الطائرة للرجال 
.

## تشكيلة المنتخب
المدرب : ألكسندر سنجيج  صربيا 
مساعد المدرب : عادل المزيعل  الكويت